# Mimela euchloroides
Mimela euchloroides är en skalbaggsart som beskrevs av Ohaus 1908. Mimela euchloroides ingår i släktet Mimela och familjen Rutelidae. Inga underarter finns listade i Catalogue of Life.